# János Söre
János Söre (Budapeste, 14 de maio de 1935 – 11 de junho de 2023) foi um ciclista de pista húngaro que competiu no ciclismo nos Jogos Olímpicos de Verão de 1960, representando a Hungria.

## Morte
Söre morreu no dia 11 de junho de 2023, aos 88 anos.